# Isabella di Braganza
Isabella di Braganza e Pereira o Isabella di Barcelos (in portoghese: Isabel de Bragança; 1402 circa – 1465) fu signora di Reguengos, Colares e Belas, contessa consorte di Aveiro e moglie del Connestabile del Portogallo, Giovanni.
Era figlia del futuro duca di Braganza, Alfonso e di Beatriz Pereira de Alvim.

## Biografia

Bandiera personale del marito,
Giovanni conestabile del Portogallo col suo motto: «J'ai bien raison»

Isabella di Braganza sposò, nel 1424, suo zio, il principe Giovanni, figlio del re del Portogallo João I o Giovanni I d'Aviz (figlio del re del Portogallo Pietro I il Giustiziere e della sua amante, Teresa Lourenço, figlia di un mercante di Lisbona, Lourenço Martins, sembra di origine galiziana) e sua moglie, Filippa di Lancaster, figlia Giovanni Plantageneto, I duca di Lancaster (figlio di Edoardo III d'Inghilterra e zio del re d'Inghilterra, Riccardo II) e di Bianca di Lancaster (1345-1369) figlia di Enrico di Grosmont, primo duca di Lancaster.
Nel 1431, alla morte di suo nonno, Nuno Álvares Pereira, il marito, il principe Giovanni, gli succedette nella carica di conestabile del regno del Portogallo.
Nel 1442, Isabella rimase vedova e il figlio Diego succedette al marito Giovanni, nel titolo di conestabile del Portogallo.
Isabella morì nel 1465.

## Figli
Isabella a Giovanni diede quattro figli:
- Diego del Portogallo (1425 - 1443), conestabile del Portogallo
- Isabella (1428 - 1496), sposò, nel 1447, il re di Castiglia e León, Giovanni II e fu madre della regina di Castiglia e León, Isabella la Cattolica
- Beatrice (1430 - 1506), sposò suo cugino, il duca di Viseu, Fernando e fu madre del re del Portogallo, Manuele I l'Avventuroso
- Filippa del Portogallo (1432 - 1450), signora di Almada.

## Ascendenza
|                           |                          |                             | Genitori                  |  |  | Nonni |  |  | Bisnonni                |  |  | Trisnonni                 |  |
|                           |                          |                             |                           |  |  |       |  |  | Pietro I del Portogallo |  |  | Alfonso IV del Portogallo |  |
|                           |                          |                             |                           |  |  |       |  |  | Pietro I del Portogallo |  |  | Alfonso IV del Portogallo |  |
|                           |                          | Beatrice di Castiglia       |                           |  |  |       |  |  | Pietro I del Portogallo |  |  |                           |  |
| Giovanni I del Portogallo |                          |                             |                           |  |  |       |  |  | Pietro I del Portogallo |  |  |                           |  |
|                           |                          | Teresa Lourenço             | Lourenço Martins de Praza |  |  |       |  |  |                         |  |  |                           |  |
|                           |                          | Teresa Lourenço             | Lourenço Martins de Praza |  |  |       |  |  |                         |  |  |                           |  |
|                           |                          | Teresa Lourenço             | Sancha Martins            |  |  |       |  |  |                         |  |  |                           |  |
| Alfonso I di Braganza     |                          | Teresa Lourenço             |                           |  |  |       |  |  |                         |  |  |                           |  |
|                           |                          | Pero Esteves                | …                         |  |  |       |  |  |                         |  |  |                           |  |
|                           |                          | Pero Esteves                | …                         |  |  |       |  |  |                         |  |  |                           |  |
|                           |                          | Pero Esteves                | …                         |  |  |       |  |  |                         |  |  |                           |  |
| Inês Pires                |                          | Pero Esteves                |                           |  |  |       |  |  |                         |  |  |                           |  |
|                           |                          | Maria Anes                  | …                         |  |  |       |  |  |                         |  |  |                           |  |
|                           |                          | Maria Anes                  | …                         |  |  |       |  |  |                         |  |  |                           |  |
|                           |                          | Maria Anes                  | …                         |  |  |       |  |  |                         |  |  |                           |  |
| Isabella di Braganza      |                          | Maria Anes                  |                           |  |  |       |  |  |                         |  |  |                           |  |
|                           | Álvaro Gonçalves Pereira | …                           |                           |  |  |       |  |  |                         |  |  |                           |  |
|                           | Álvaro Gonçalves Pereira | …                           |                           |  |  |       |  |  |                         |  |  |                           |  |
|                           | Álvaro Gonçalves Pereira | …                           |                           |  |  |       |  |  |                         |  |  |                           |  |
| Nuno Álvares Pereira      | Álvaro Gonçalves Pereira |                             |                           |  |  |       |  |  |                         |  |  |                           |  |
|                           |                          | Iria Gonçalves do Carvalhal | …                         |  |  |       |  |  |                         |  |  |                           |  |
|                           |                          | Iria Gonçalves do Carvalhal | …                         |  |  |       |  |  |                         |  |  |                           |  |
|                           |                          | Iria Gonçalves do Carvalhal | …                         |  |  |       |  |  |                         |  |  |                           |  |
| Beatrice Pereira de Alvim |                          | Iria Gonçalves do Carvalhal |                           |  |  |       |  |  |                         |  |  |                           |  |
|                           |                          | …                           | …                         |  |  |       |  |  |                         |  |  |                           |  |
|                           |                          | …                           | …                         |  |  |       |  |  |                         |  |  |                           |  |
|                           |                          | …                           | …                         |  |  |       |  |  |                         |  |  |                           |  |
| Leonor de Alvim           |                          | …                           |                           |  |  |       |  |  |                         |  |  |                           |  |
|                           |                          | …                           | …                         |  |  |       |  |  |                         |  |  |                           |  |
|                           |                          | …                           | …                         |  |  |       |  |  |                         |  |  |                           |  |
|                           |                          | …                           | …                         |  |  |       |  |  |                         |  |  |                           |  |
|                           |                          | …                           |                           |  |  |       |  |  |                         |  |  |                           |  |